# Rue de Libourne
Rue de Libourne är en gata i Quartier de Bercy i Paris tolfte arrondissement. Gatan är uppkallad efter staden Libourne i departementet Gironde. Rue de Libourne börjar vid Avenue des Terroirs-de-France 17 och slutar vid Rue des Pirogues-de-Bercy 14.

## Bilder
| - Gatuskylt. - Notre-Dame-de-la-Nativité de Bercy. - Parc de Bercy. - Bercy Village. |

## Omgivningar
- Notre-Dame-de-la-Nativité de Bercy
- Parc de Bercy
- Bercy Village
- Cour du Ponant
- Cour Saint-Émilion
- Passage Saint-Émilion
- Passage Saint-Vivant
- Rue des Pirogues-de-Bercy
- Passage Dubuffet
- Rue Lheureux
- Rue des Mâconnais
- Rue de Thorins

## Kommunikationer
- Tunnelbana – linje  – Cour Saint-Émilion
- Busshållplats Terroirs de France – Paris bussnät

### Webbkällor
- ”Rue de Libourne”. Mairie de Paris. https://web.archive.org/web/20190905052431/http://www.v2asp.paris.fr/commun/v2asp/v2/nomenclature_voies/Voieactu/5600.nom.htm. Läst 8 oktober 2023.
- ”Rue de Libourne (12ème arrondissement)”. Les rues de Paris. https://web.archive.org/web/20190929094439/http://www.parisrues.com/rues12/paris-12-rue-de-libourne.html. Läst 8 oktober 2023.